# Mycodrosophila papuana
Mycodrosophila papuana är en tvåvingeart som beskrevs av Toyohi Okada 1986. Mycodrosophila papuana ingår i släktet Mycodrosophila och familjen daggflugor. Inga underarter finns listade i Catalogue of Life.